# Blue Horizon (Film)
Blue Horizon ist ein australischer Dokumentarfilm über das Surfen aus dem Jahr 2004.
Die Erstveröffentlichung erfolgte am 19. Januar 2004 in Australien und am 21. April 2004 in den USA.

## Handlung
Zwei Jahre lang folgte der Filmemacher Jack McCoy den weltweit erfolgreichsten Surfern, darunter Andy Irons und Kelly Slater, zu den wichtigsten und schönsten Surf Spots rund um den Globus. Der Film zeigt auf der einen Seite das harte Ringen um Weltmeistertitel und auf der anderen Seite das freie Surfen ohne Wettkämpfe und Weltranglistenplätze. McCoy dokumentiert dabei unter anderem den historischen Sieg Andy Irons über den damaligen mehrfachen Weltmeister Kelly Slater und das freie „Soul“ Surfen des hoch talentierten Surfers Dave „Rasta“ Rastovich.